# Artur Pontek
Artur Pontek (sinh ngày 10 tháng 5 năm 1975 tại Warsaw) là một nam diễn viên người Ba Lan. Anh từng biểu diễn trên sân khấu của Nhà hát Stefan Żeromski ở Kielce (1997-2005) và Nhà hát Ba Lan ở Warsaw (2005-2011). Anh tham gia đóng phim từ khi còn nhỏ và bộ phim đầu tay của anh là Misja Specjalna (1987) của đạo diễn Janusz Rzeszewski. Vào các năm 2001, 2003 và 2004, anh nhận được Giải thưởng Dzika Róża cho hạng mục Nam diễn viên xuất sắc nhất của Nhà hát Stefan Żeromski (Kielce), do truyền thông Ba Lan trao giải.

## Phim tiêu biểu
- 1987: Misja Specjalna
- 1987: Sami dla siebie
- 1988: Skrzypce Rotszylda
- 1988: Banda Rudego Pająka
- 1988: Zmowa
- 1989: Rififi po sześćdziesiątce
- 1989: Po własnym pogrzebie
- 1990: Mów mi Rockefeller
- 1992: Das Heimweh des Walerjan Wrobel
- 1993: Pajęczarki
- 1994-1995: Spółka rodzinnna
- 1999: Skok
- 2001: Buła i spóła
- 2002-2003: Szpital na perypetiach
- 2004-2007: Kryminalni
- 2004: Rodzinka
- 2006: U fryzjera
- 2008: Ojciec Mateusz

### Lồng tiếng Ba Lan
- 2005: Fillmore! - Fillmore
- 2005: American Dragon Jake Long - Jake
- 2005: The Buzz on Maggie - Aldrin
- 2007: High School Musical
- 2007: Alvin and the Chipmunks
- 2008: Sam & Max Season One
- 2009: Power Rangers Jungle Fury - Casey
- 2010: The Avengers: Earth's Mightiest Heroes - Bucky
- 2011: Scaredy Squirrel - Scaredy